# Père Lachaise (Métro Paris)

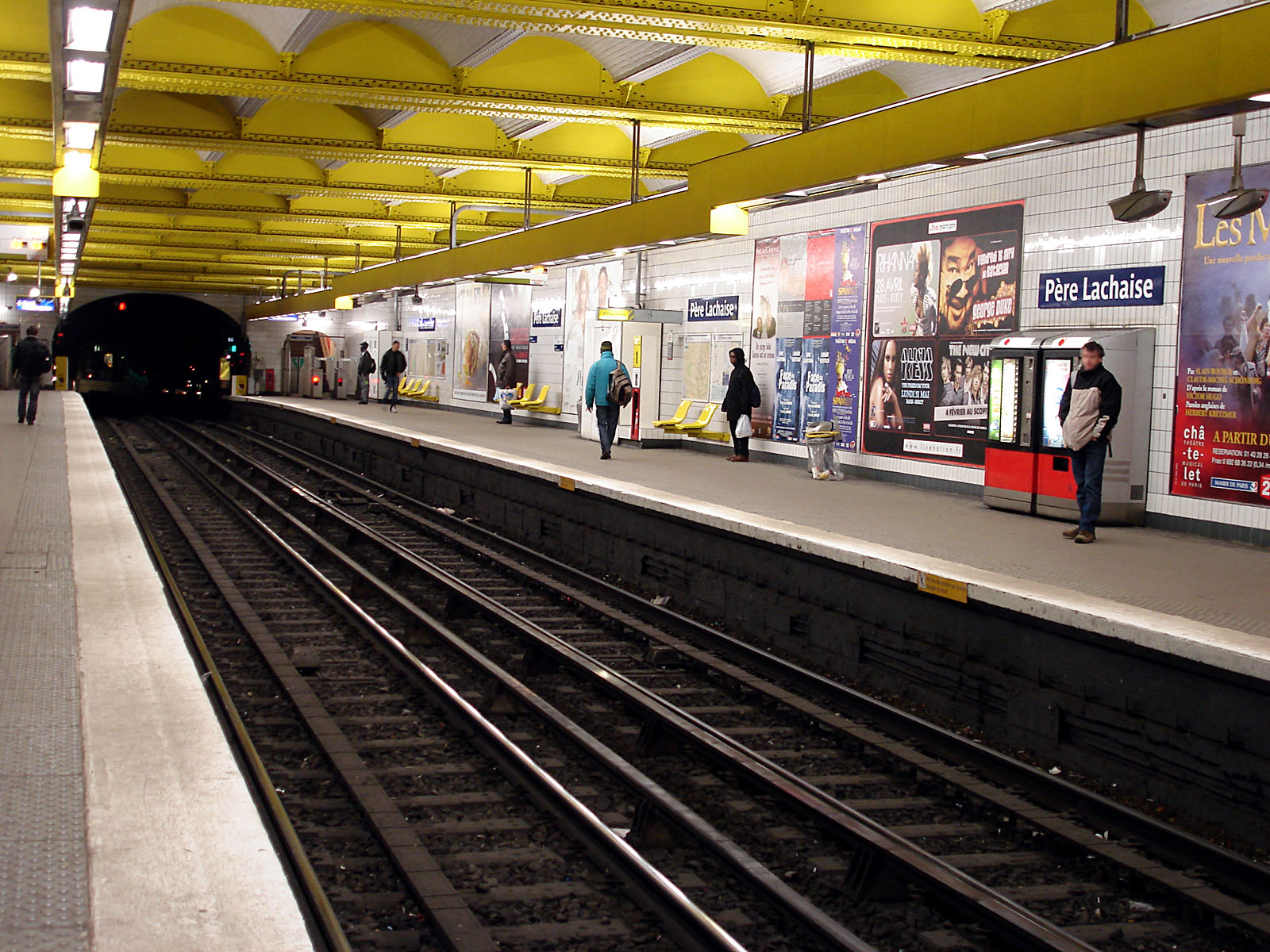
Station der Linie 3 mit Stahlträgerdecke

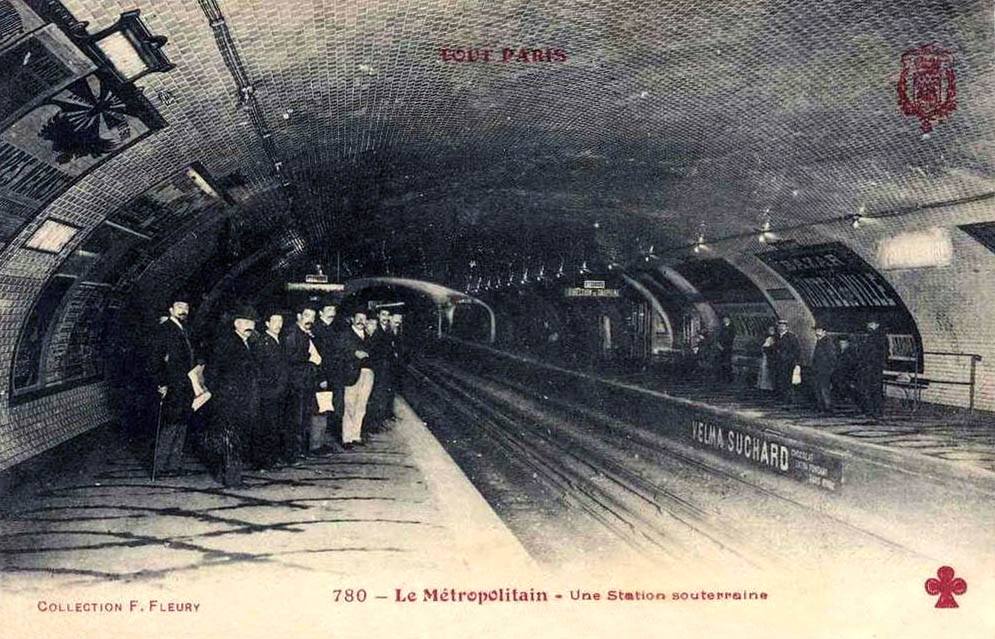
Station der Linie 2 in der Anfangszeit

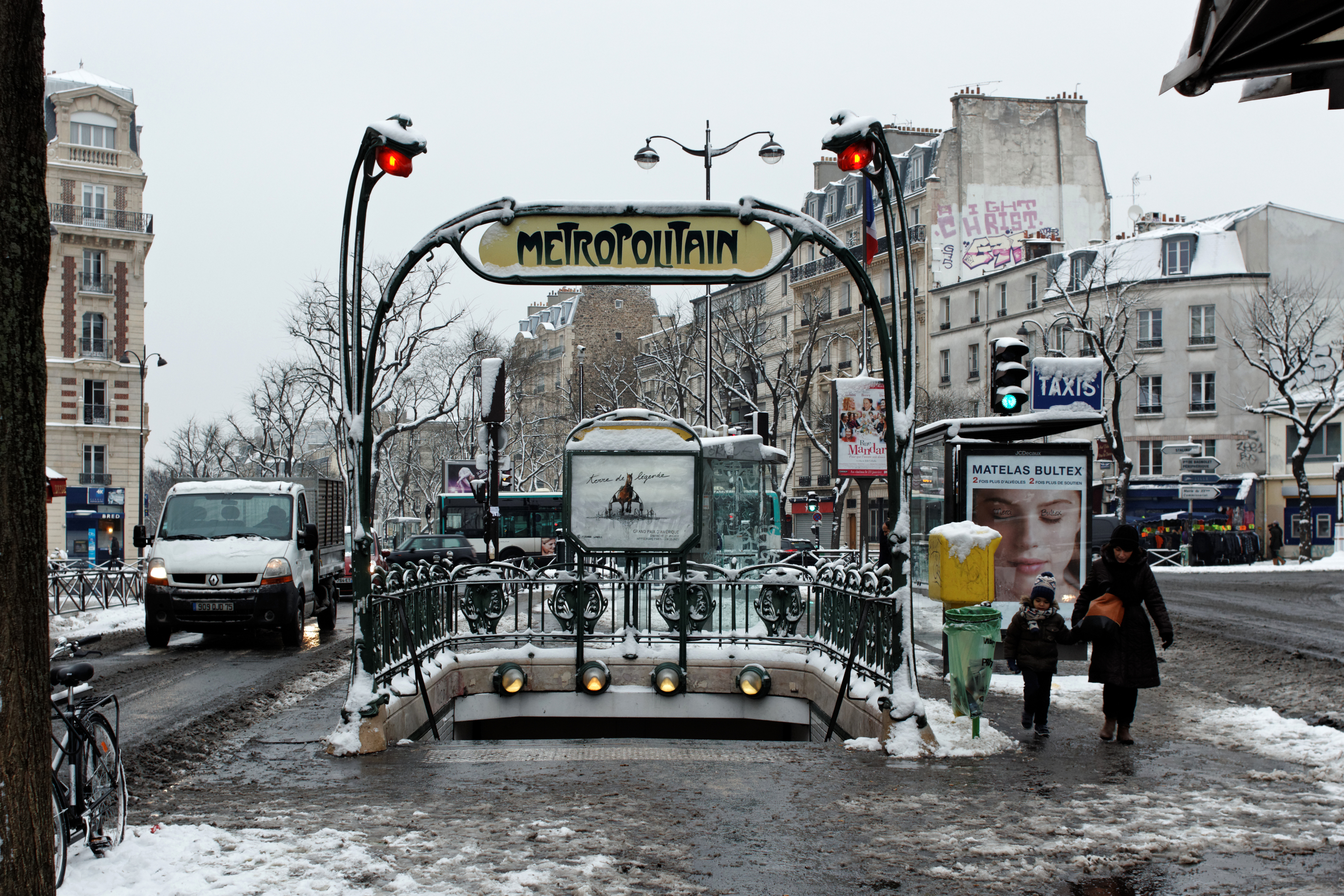
Von Hector Guimard gestalteter Zugang im Mittelstreifen des Boulevard de Ménilmontant

Père Lachaise [pɛʁ laˈʃɛz] ist ein unterirdischer Umsteigebahnhof der Pariser Métro. Er wird von den Linien 2 und 3 bedient.

## Lage
Der U-Bahnhof befindet sich an der Grenze des Quartier Saint-Ambroise im 11. Arrondissement mit dem Quartier du Père-Lachaise im 20. Arrondissement von Paris. Die Station der Linie 2 liegt unterhalb des Boulevard de Ménilmontant südlich der Einmündung der Avenue Gambetta, die der Linie 3 unter der Avenue de la République.

## Name
Namengebend ist der nahe Friedhof Cimetière du Père-Lachaise, wo sich im 17. Jahrhundert ein Erholungsheim der Jesuiten befand. Der dort verweilende Pater François d’Aix de Lachaise, später Beichtvater des „Sonnenkönigs“ Ludwig XIV., hinterließ der Örtlichkeit seinen Namen.

## Geschichte
Der U-Bahnhof wurde am 25. Februar 1903 eröffnet, nachdem am 31. Januar 1903 die Verlängerung der Linie 2 von Anvers nach Bagnolet (seit 1970: Alexandre Dumas), an der er liegt, in Betrieb gegangen war.
Am 19. Oktober 1904 wurde die Station an der Linie 3 eröffnet. Bis zu deren Verlängerung nach Gambetta am 25. Januar 1905 war sie provisorischer Endbahnhof (ohne Endschleife) dieser Linie. Als erster Bahnhof der Métro erhielt Père Lachaise im Jahr 1909 eine Rolltreppe.

## Beschreibung
Beide Stationen sind jeweils 75 m lang und weisen Seitenbahnsteige an zwei Streckengleisen auf. Die Station der Linie 2 liegt unter einem elliptischen, weiß gefliesten Gewölbe mit gekrümmten Seitenwänden. Die in einer offenen Baugrube erstellte Station der Linie 3 weist eine waagrechte Stahlträgerdecke auf. Auf quer zur Fahrtrichtung liegenden eisernen Stützbalken ruhen Längsträger, die kleine, aus Ziegelsteinen gemauerte Gewölbe tragen.
Außerhalb des sichtbaren Bereichs existiert ein Betriebsgleis, das die beiden Strecken verbindet. Die Strecken kreuzen sich schräg nördlich der Station der Linie 2 und östlich der Station der Linie 3, wobei letztere die Linie 2 unterfährt. Nahe jeder Station existiert ein einfacher Gleiswechsel.
Vom Straßenniveau aus gibt es drei Zugänge, von denen zwei noch das ursprüngliche, von Hector Guimard im Stil des Art Nouveau gestaltete Dekor tragen.

## Fahrzeuge
Von 1914 bis 1981 wurde die Linie 2 von Zügen der Bauart Sprague-Thomson befahren. Da sie mittelfristig nicht auf gummibereifte Fahrzeuge umgestellt werden sollte, kam ab 1979 die Baureihe MF 67 auf die Strecke, die ihre Vorgänger innerhalb von zwei Jahren vollständig ablöste. Seit 2008 kommen Serienfahrzeuge der Baureihe MF 01, mittlerweile ausschließlich, auf der Linie 2 zum Einsatz.
Die Linie 3 war die erste im Netz, die als Ablösung der Sprague-Thomson-Züge die Baureihe MF 67 erhielt. Der Vorserienzug (Prototyp) W1 kam dort erstmals am 21. Dezember 1967 in den Fahrgastverkehr. Im Jahr 2020 wird die Linie 3 nach wie vor mit Fahrzeugen dieser Baureihe betrieben, ab 2028 sollen dort Züge der Baureihe MF 19 eingesetzt werden.

## Umgebung
In unmittelbarer Nähe befindet sich der Friedhof Père-Lachaise. Neben zahlreichen prominenten Persönlichkeiten ist dort auch der Rocksänger Jim Morrison begraben.